# Caparaó
Caparaó, amtlich portugiesisch Município de Caparaó, ist ein brasilianisches Municipio im Bundesstaat Minas Gerais im Südosten Brasiliens. Sie ist 351 km von der Hauptstadt Belo Horizonte entfernt und liegt in der Zona da Mata Mineira. Bekannt ist sie durch den nahegelegenen Caparaó-Nationalpark. Die Bezeichnung „Caparaó“ ist eine Referenz auf den Fluss Caparaó (rio Caparaó) und die Serra do Caparaó.

## Demographie
Nach der brasilianischen Volkszählung 2010 betrug die Einwohnerzahl 5.209. Die Bevölkerungszahl wurde zum 1. Juli 2018 auf 5.424 Einwohner geschätzt.
Laut der Volkszählung in Brasilien 2022 hatte Caparaó 5.048 Einwohner. Die Bevölkerungszahl wurde 2024 auf 5.144 Einwohner geschätzt, die Caparaoenser (portugiesisch caparaoenses) genannt werden.

## Geographie
Gemäß der seit 2017 geltenden regionalen Einteilung, die vom IBGE festgelegt wurde, gehört die Gemeinde zu den geografischen Regionen Juiz de Fora und Manhuaçu. Bis dahin gehörte sie aufgrund der geltenden Einteilung in Mikroregionen und Mesoregionen zur Mikroregion Manhuaçu, die wiederum Teil der Mesoregion Zona da Mata war.
Die rund 130,7 km² große Gemeindefläche ist bergig und bildet ein zerklüftetes Relief. Umliegende Orte sind Alto Caparaó, Alto Jequitibá, Luisburgo, Divino und Espera Feliz. Erreichbar ist der Ort über die Bundes- und Landstraßen BR-381, BR-262 und MG-111.

## Geschichte
Die Indianer, die diese Region bewohnten, stammten aus der Provinz Espírito Santo und kamen durch die Ausbreitung der Kolonisierung von der Küste hierher.
Ende 1842 kam ein Mann namens Antônio Dutra de Carvalho, bekannt als Coronel Dutrão, in die Region am Fluss Caparaó. Er war politischer Flüchtling der gescheiterten Revolution von Santa Luzia und unternahm, um den Truppen von Caxias zu entkommen, einen Rückzug aus Queluz, dem heutigen Conselheiro Lafayete. Es gelang ihm, alle seine Sklaven, Familienangehörigen, Rinder und Habseligkeiten mitzunehmen und eine Siedlung zu gründen.
Der entscheidende Faktor für die Besiedlung war die Fruchtbarkeit des Bodens, sodass große Farmen entstanden, die sich dem Kaffeeanbau widmeten. Mit der Entdeckung von Kaolin, Glimmer und Feldspat erlebte die Siedlung einen großen Entwicklungsschub. Die Siedlung wuchs vor allem ab 1913, als die Eisenbahnlinie The Leopoldina Railway Company Limited mit dem Bau der Nebenstrecke nach Manhuaçú die Ortschaft erreichte.
Der Ortsname „Caparaó“ ist eine Verballhornung von yg-apara-og, was „das Haus des krummen Flusses“ („a casa do rio torto“) bedeutet. Eine andere Version besagt, dass es sich um eine Verballhornung von „caa-apara“ handelt, was „der krumme Stock“ („o pau torto“) oder „das tote Blatt“ („a folha morta“) bedeutet. Es gibt auch die Version „ur-apara“, also „der krumme Fluss“ („o rio torto“).
Der Fluss José Pedro, der in der Serra do Caparaó in der Nähe des Pico da Bandeira entspringt, bildet bis einige Kilometer flussabwärts die Grenze zwischen den Bundesstaaten Minas Gerais und Espírito Santo. Sein Name ist mit dem legendären Bandeirante José Pedro verbunden, der den Rio Doce hinaufsegelte, beschloss, den Fluss Manhuaçú zu erkunden, diesen jedoch wieder verließ und stattdessen den Fluss befuhr, der seinen Namen erhielt, und ihn bis in die Nähe von Pequiá in Espírito Santo hinauffuhr, wo er in den Stamm eines jahrtausendealten Baumes die berühmt gewordene Inschrift „Bis hierher kam José Pedro“ („Até aqui chegou José Pedro“) einritzte.
Der Distrikt Caparaó Novo, der zum Municipio Espera Feliz gehört, wurde durch das Gesetzesdekret (Decreto-Lei) Nr. 148 vom 17. Dezember 1938 gegründet, aber seine Abspaltung erfolgte erst am 30. Dezember 1962 durch das Landesgesetz Nr. 2.764. So wurde durch Zusammenlegung der Distrikte (Distritos) Caparaó Novo und Caparaó Velho, wobei letzterer nun zum ersteren gehörte, das Munizip Caparaó gegründet.
Durch das Gemeindegesetz Nr. 8.285 vom Oktober 1982 wurde der Distrikt Caparaó Velho jedoch in Alto Caparaó umbenannt und emanzipierte sich 1995 durch eine Volksabstimmung von der Schwestergemeinde. Die Gründung des Municipios Caparaó erfolgte am 1. März 1963, dem gleichen Tag, an dem der Richter José de Freitas Teixeira aus dem Distrikt Carangola den ersten Bürgermeister des Munizips Caparaó, Pedro Bussinger, in sein Amt einführte. Sie war zu dieser Zeit in zwei Distrikte geteilt, von denen der Distrito de Caparaó Velho 1995 als neues Munizip Alto Caparaó ausgegliedert wurde und Caparaó einen erheblichen Teil an Bevölkerung und Gemeindefläche verlor.
Seine territoriale und administrative Aufteilung umfasst nur den Hauptbezirk. Er untersteht der Gerichtsbarkeit des Bezirks (Comarca) Espera Feliz.

## Politik
Von 2017 bis 2020 war Cristiano Xavier da Costa (PSDB) der Bürgermeister (Prefeito) des Munizips. Von 2025 bis 2028 ist Diógenis da Silva  Miranda (MDB) der Prefeito des Munizips.

## Klima
Nach Angaben des Nationalen Instituts für Meteorologie (Instituto Nacional de Meteorologia - INMET) wurde seit Februar 1973 die niedrigste Temperatur in Caparaó am 11. Juni 1985 mit −2,7 °C gemessen, während die höchste Temperatur am 21. Oktober 2015 mit 36,4 °C erreicht wurde. Die höchste Niederschlagsmenge innerhalb von 24 Stunden erreichte 167 Millimeter (mm) am 25. Januar 2020 und übertraf damit die 137,2 mm vom 14. November 1981. Weitere große Niederschlagsmengen von 100 mm oder mehr waren: 123,6 mm am 4. März 2018, 121,2 mm am 11. März 1992, 115 mm am 19. Februar 1979, 108 mm am 21. Dezember 2022, 103 mm am 31. Dezember 1995 und 100,6 mm am 24. Dezember 1994.